# Língua khwarshi
A língua khvarshi é uma língua caucasiana. Faz parte do sub-grupo Tsez das nakho-daghestanianas. 
O khvarshi é falado por cerca de mil pessoas no raion Tsumada no Daguestão. A língua não tem uma escrita realmente utilizada pela etnia.

## Dialetos
São seis os dialetos da língua Khwarshi: Alto e Baixo Khwarshi Inkhokwari, Khwarshi Kwantlada, Khwarshi Santlada, Khwarshi e o próprio Khwarshi.

## Escrita
A língua hvarshi é escrita com uma versão recentemente desenvolvida do alfabeto cirílico que apresenta 47 símbolos gráficos. Seis desses símbolos são vogais não existentes no Cirílico da língua russa e 9 são combinações de letras do próprio alfabeto.

## Fonologia
O inventário fonético do Khwarshi é grande, apresentando 87 fonemas distintos. Mesmo assim, sua fonética apresenta inegavelmente poucos processos fonéticos e insignificantes fenômenos morfo-fonológicos, ocorrendo alguma harmonia vocálica, nasalização e assimilação  A estrutura silábica do Khwarshi é também bastante simples, sendo a mais comum a (C)V(C) e a V(C) só existe no início de palavras.

### Vogais
Khwarshi tem um total de 21 sons vogais, incluindo nasalizações e vogais longas , aqui representadas com símbolos IPA.
|                 | Frontal         | Central     | Posterior |
| Não arredondada | Não arredondada | Arredondada |           |
| --------------- | --------------- | ----------- | --------- |
| Fechada         | i               | ɨ           | u         |
| Semifechada     | e               |             | o         |
| Aberta          | a               |             |           |

Todas as vogais ocorrem também na forma longa, sempre em sílabas tônicas. Todas podem aparecer nas sílabas fechadas (ex.: (C)V(C)), mas a  /ɨ/ não correm em sílabas abertas (ex. (C)V). /ɨ/ não corre nos dialetos “Próprio Khwarshi” nem no “Inkhokwari“.
|                 | Frontal     | Posterior |
| Não arredondada | Arredondada |           |
| --------------- | ----------- | --------- |
| Fechada         | ĩ           | ũ         |
| Semifechada     | ẽ           | õ         |
| Aberta          | ã           |           |

- Todas vogais nasais, exceto /ĩ/, apresentam forma longa.
- Vê-se que não versão nasal de  /ɨ/.
- O dialeto Khwarshi próprio não apresenta vogais nasais e as substitui pelas correspondentes formas não nasais.

### Consoantes
Khwarshi tem 66 fonemas consoantes, aqui representadas com símbolos IPA.
|                |                | Bilabial | Bilabial     | Alveolar | Alveolar | Alveolar    | Alveolar | Alveolar | Palatoalveolar | Palatoalveolar | Palatal | Velar   | Velar | Velar | Uvular  | Uvular       | Uvular | Uvular  | Via faringe | Glotal | Glotal |
| central        | central        | Bilabial | Bilabial     | lateral  | lateral  | lateral     |          |          | Palatoalveolar | Palatoalveolar | Palatal | Velar   | Velar | Velar | Uvular  | Uvular       | Uvular | Uvular  | Via faringe | Glotal | Glotal |
| plana          | Faringeação    | plana    | Labialização | plana    | lab.     | Palatização | plana    | lab.     | plana          | lab.           | Palatal | faring. | plana | lab.  | faring. | faring.+lab. | plana  | faring. | Via faringe |        |        |
| -------------- | -------------- | -------- | ------------ | -------- | -------- | ----------- | -------- | -------- | -------------- | -------------- | ------- | ------- | ----- | ----- | ------- | ------------ | ------ | ------- | ----------- | ------ | ------ |
| Nasal oclusiva | Nasal oclusiva | m        | mˤ           | n        |          |             |          |          |                |                |         |         |       |       |         |              |        |         |             |        |        |
| Plosiva        | Sonora         | b        | bˤ           | d        | dʷ       |             |          |          |                |                |         | g       | gʷ    | gˤ    |         |              |        |         |             |        |        |
| Plosiva        | Surda          | p        | pˤ           | t        | (tʷ)     |             |          |          |                |                |         | k       | kʷ    | kˤ    | q       | qʷ           | qˤ     |         |             |        |        |
| Plosiva        | Ejetiva        | pʼ       | pˤʼ          | tʼ       | tʷʼ      |             |          |          |                |                |         | kʼ      | kʷʼ   | kˤʼ   | qʼ      | qʷʼ          | qˤʼ    | qˤʷʼ    |             |        |        |
| Africada       | Surda          |          |              | t͡s       |          | t͡ɬ          |          |          | t͡ʃ             |                |         |         |       |       |         |              |        |         |             |        |        |
| Africada       | Ejetiva        |          |              | t͡sʼ      | t͡sʷʼ     | t͡ɬʼ         | t͡ɬʷʼ     |          | t͡ʃʼ            | t͡ʃʷʼ           |         |         |       |       |         |              |        |         |             |        |        |
| Fricativa      | Surda          |          |              | s        | sʷ       | ɬ           |          |          | ʃ              | ʃʷ             |         | x       |       |       | χ       | χʷ           | χˤ     | χˤʷ     | ħ           | h      | hˤ     |
| Fricativa      | Sonora         |          |              | z        | zʷ       |             |          |          | ʒ              | ʒʷ             |         |         |       |       | ʁ       | ʁʷ           | ʁˤ     | ʁˤʷ     | ʕ           |        |        |
| Vibrante       | Vibrante       |          |              | r        |          |             |          |          |                |                |         |         |       |       |         |              |        |         |             |        |        |
| Aproximante    | Aproximante    |          |              |          |          | l           |          | lʲ       |                |                | j       |         | w     |       |         |              |        |         |             |        |        |

## Morfologia

### Substantivos
Os substantivos do Khwarshi variam por caso gramatical, dos quais há 51 (sendo 43 locativos), por número, singular ou plral, pertencendo a um dos cinco genêros gramaticais ou ainda “classes de palavras”. O fato de um substantivos pertencer a uma  classe (ou gênero) somente pode ser percebido pela concordância, não pela simples observação da palavra.

#### Classes
São cinco as Classe de Substantivos (gêneros) no singular, havendo distinção no plural somente entre humano e não-humano, ficando juntos como humanos homem e mulher e tudo mais como não-humano.
| Classe | Descrição                              | Singular | Singular | Singular | Plural  | Plural | Plural |
| Classe | Descrição                              | Prefixo  | Infixo   | Sufixo   | Prefixo | Infixo | Sufixo |
| ------ | -------------------------------------- | -------- | -------- | -------- | ------- | ------ | ------ |
| I      | Homem                                  | ∅-2      | -w-      | -w       | b-, m-1 | -b-    | -b     |
| II     | Mulher                                 | j-       | -j-      | -j       | b-, m-1 | -b-    | -b     |
| III    | objetos inanimados e animais           | b-, m-1  | -b-      | -b       | l-, n-1 | -r-    | -l     |
| IV     | objetos inanimados, e objetos anumados | l-, n-1  | -r-      | -l       | l-, n-1 | -r-    | -l     |
| V      | 'objetos inanimados, e nomes de jovens | j-       | -j-      | -j       | l-, n-1 | -r-    | -l     |

1. Somente antes de Vogal nasalizada.
2. ∅- indica ausência de prefixo.

As classes de substantivos (classes nominais) são perceptíveis pela concordância com adjetivo, advérbios, posposições e pronomes demonstrativos e nos verbos se esses iniciarem por vogal. Há, como é normal, algumas exceções, como ocorre em verbos irregulares em outras línguas. Abaixo são apresentados alguns exemplo dessas concordâncias com posposições, pronomes demonstrativos, verbos e adjetivos, respectivamente. Veja-se que os verbos estão presentes em todos os exemplos, enquanto que no terceiro exemplo há um foco especial nos verbos.
| milʲːo                                      | b-ot͡ɬot͡ɬʼo  | heⁿʃe   | gul-o   |
| ------------------------------------------- | ----------- | ------- | ------- |
| 2pl.gen2                                    | iii-no meio | bookiii | put-imp |
| "Coloquem o livro entre (no meio de) vocês" |             |         |         |

| o-w-enu                        | ʒikʼo | ∅-otʼqʼ-i   | ilʲ-ːo       | at͡ɬ-a      |
| ------------------------------ | ----- | ----------- | ------------ | ---------- |
| i-Esse                         | mani  | i-vir-pst.w | 1pl.obl-gen2 | village-in |
| "Esse homem veio a nossa vila" |       |             |              |            |

| ∅-ot͡ɬot͡ɬʼo-so-ho                                                  | j-ot͡ɬot͡ɬʼo-so  | j-ez-un        |
| ----------------------------------------------------------------- | -------------- | -------------- |
| i-no meio-def-apud                                                | ii-no meio-def | ii-take-pst.uw |
| "O do meio (irmão) casou como a (outra) do meio (irmã) (sister)." |                |                |

| b-et͡ʃ-un-t͡ɬo                             | b-et͡ʃ-un-aj-t͡ɬo        | bert͡sina-b | kandaba       |
| ---------------------------------------- | ---------------------- | ---------- | ------------- |
| hpl-be-pst.uw-narr                       | hpl-be-pst.uw-neg-narr | bela-hpl   | garota.pl.abs |
| "Uma vez no passado havia belas garotas" |                        |            |               |

Como a classe nominal de um substantive não pode ser percebida pela simples observação do mesmo, essa não pode ser representada literalmente. Nos exemplos acima, porém, a Classe Nominal de alguns substantivos é mostrada de forma subscrita para indicar que não é representada na frase original em Khwarshi. Os únicos substantivos que têm suas classes nominais indicadas são aquelas com as quais outras palavras devem concordar.

#### Casos
São oito os casos gramaticais em Khwarshi, havendo ainda 43 Casos locativos. Os casos gramaticais são Absolutivo, Ergativo, dois Genitivos, instrumental, Durativo, Vocative e Causal. Os demais casos, os locatives, são um tanto mais complexos, pois cada um deles consiste de uma parte relativa a orientação e outra parte  relativa a direção. Assim, enquanto o caso ergativo tem um único sufixo, o caso superessivo é marcado por dois sufixos, um do caso superessivo /-t͡ɬʼo/ mais um do caso versativo /-ʁul/, resultando em  /-t͡ɬʼoʁul/.
Abaixo se apresentam as terminações para cada um dos 8 casos gramaticais:
| Absolutivo | Ergativo | Genitivo 1 | Genitivo 2 | Instrumental | Durativo | Vocativo | Causal |
| ---------- | -------- | ---------- | ---------- | ------------ | -------- | -------- | ------ |
| -∅         | -(j)i1   | -s         | -lo, -la   | -z           | -d       | -ju      | -t͡ɬeru |

1. A terminação ergativo é /-ji/ depois de vogal e depois de consonante.

Os 42 casos locativos são combinações de dois prefixos. O primeiro indica a orientação (onde), o segundo direção de um movimento. 
Aqui uma simples e breve definição desses componentes dos casos:
- Orientação - Super – em cima; Sub – em baixo; In – dentro; Inter – em; Ad – no, na; Apud – próximo; Cont – em cima1.
- Direção - Essivo – estático; Lativo – para; Versativo – em direção de; Ablativo – vindo de; Translativo – através; Terminativo - até.

Assim, as 42 terminações dos casos locativos são:
|             | Essivo | Lativo  | Versativo | Ablativo | Translativo | Terminativo |
| ----------- | ------ | ------- | --------- | -------- | ----------- | ----------- |
| Superessivo | -t͡ɬʼo  | -t͡ɬʼo-l | -t͡ɬʼo-ʁul | -t͡ɬʼo-zi | -t͡ɬʼo-ʁuʒaz | -t͡ɬʼo-qʼa   |
| Subessivo   | -t͡ɬ    | -t͡ɬ-ul  | -t͡ɬ-ʁul   | -t͡ɬ-zi   | -t͡ɬ-ʁuʒaz   | -t͡ɬ-qʼa     |
| Inessivo    | -ma    | -ma-l   | -ma-ʁul   | -ma-zi   | -ma-ʁuʒaz   | -ma-qʼa     |
| Interessivo | -ɬ     | -ɬ-ul   | -ɬ-ʁul    | -ɬ-zi    | -ɬ-ʁuʒaz    | -ɬ-qʼa      |
| Adessivo    | -ho    | -ho-l   | -ho-ʁul   | -ho-zi   | -ho-ʁuʒaz   | -ho-qʼa     |
| Apudessivo  | -ʁo    | -ʁo-l   | -ʁo-ʁul   | -ʁo-zi   | -ʁo-ʁuʒaz   | -ʁo-qʼa     |
| Contessivo  | -qo    | -qo-l   | -qo-ʁul   | -qo-zi   | -qo-ʁuʒaz   | -qo-qʼa     |